# Gunvi
Gunvi och Gunnevi är nybildade kvinnonamn med fornnordisk klang sammansatta av orden gun (strid) och vi (vigd, lovad åt gudarna). Det äldsta belägget för Gunvi i Sverige är från år 1915. För Gunnevi är det från år 1912.
Den 31 december 2014 fanns det totalt 372 kvinnor folkbokförda i Sverige med namnet Gunvi, varav 205 bar det som tilltalsnamn. Motsvarande siffror för Gunnevi var 171 respektive 81.
Namnsdag: saknas (1986–1992: 3 april). I den finlandssvenska namnsdagslängden har Gunnevi namnsdag 25 mars sedan 1995.